# Other People
Other People is een Amerikaanse film uit 2016, geschreven en geregisseerd door Chris Kelly. De film ging in wereldpremière op 21 januari op het Sundance Film Festival in de U.S. Dramatic Competition.

## Verhaal
David is een schrijver van komedies die worstelt met zijn carrière en net de relatie met zijn vriend verbroken heeft. Hij verhuist van New York naar Sacramento om zijn zieke moeder te verzorgen. Voor het eerst in tien jaar moet hij terug in het ouderlijk huis wonen, samen met zijn conservatieve vader en zijn veel jongere zussen en hij voelt zich een vreemdeling. Wanneer zijn moeders gezondheid verslechtert, probeert hij iedereen, inclusief zichzelf te overtuigen dat het goed gaat met hem.

## Rolverdeling
| Acteur              | Personage |
| ------------------- | --------- |
| Jesse Plemons       | David     |
| Molly Shannon       | Joanne    |
| Bradley Whitford    | Norman    |
| Maude Apatow        | Alexandra |
| Zach Woods          | Paul      |
| June Squibb         | Ruth-Anne |
| Brandon Scott Jones | Andrew    |